# Solenostomus halimeda
Solenostomus halimeda is een straalvinnige vissensoort uit de familie van de buisbekken (Solenostomidae). De wetenschappelijke naam van de soort is voor het eerst geldig gepubliceerd in 2002 door Orr, Fritzsche & Randall.